# Universidad Arturo Michelena
La Universidad Privada Arturo Michelena (UAM) es una universidad privada del estado Carabobo en la región central de Venezuela. Tiene su sede principal en el municipio San Diego, cercano a la ciudad de Valencia, Estado Carabobo. Fue fundada el 5 de noviembre de 2001.
La UAM ofrece 19 carreras de pregrado y 9 programas de postgrado aprobadas por el Consejo Nacional de Universidades de Venezuela (CNU), además ofrece cursos y diplomados en diferentes áreas.
El nombre de la universidad fue designado en honor al ilustre pintor valenciano, Arturo Michelena. Además la universidad es propiedad del Canal Universo TV y Radio desde el 2005 y la emisora UAM 95.3 FM emisora universitaria. La UAM alberga una población estudiantil de más de 15 mil estudiantes.

## Historia

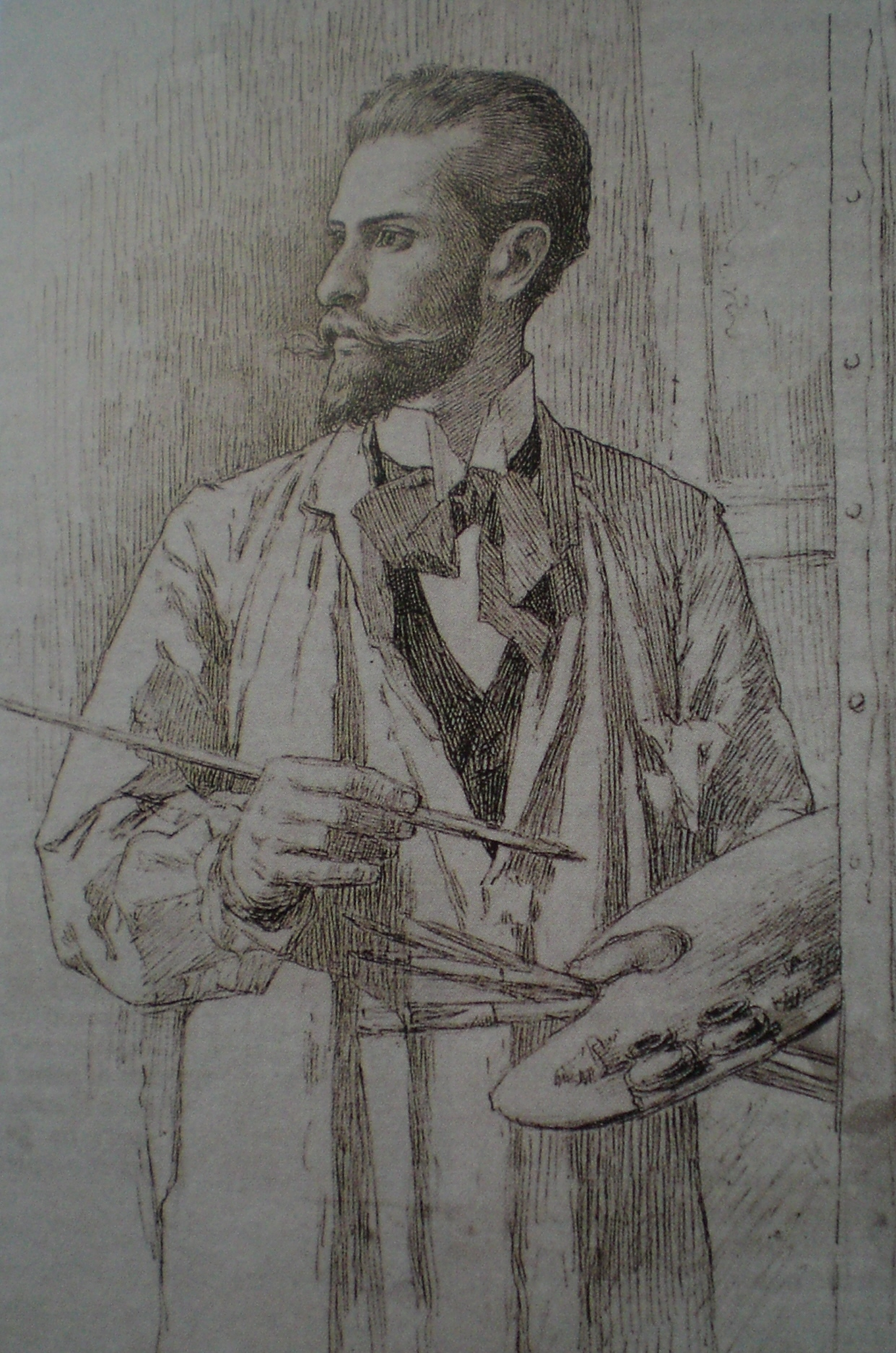
Arturo Michelena

La Universidad Privada Arturo Michelena fue fundada el 5 de noviembre de 2001 por el Ingeniero Giovanni Nani Ruggeri bajo el amparo de la Ley de Educación Superior vigente en aquella fecha. La constitución final de esta casa de estudios se realizó en el año 2001, dando pasó a los estudios investigativos internacionales.
Todo empezó como una simple idea, un concepto original, una universidad que se diferenciara de todas las demás en la región central, no para competir sino para innovar. Tal pensamiento breve vislumbrado en la mente de Giovanni Nani por el año 1990, se concretó en lo que es actualmente el Alma Mater.
La historia de la universidad está íntimamente ligada al rector fundador Giovanni Nani, no solo por ser su creador, sino por haberse anticipado a las necesidades de la región carabobeña y circundante, dando cabida a carreras innovadoras como Comunicación social, Psicología, Diseño gráfico, Fisioterapia, Ingeniería mención Mecatrónica e Ingeniería de telecomunicaciones, Idiomas Modernos, entre otras.
Aquella idea, que fue madurando con el transcurrir de los años, se convirtió en realidad a finales de 1999 cuando comienzan a realizarse los primeros trabajos en el terreno que actualmente ocupa el campus universitario. Por ser una zona donde la urbanidad no había tocado la puerta, el doctor Nani y su equipo de trabajo debieron idear todo lo necesario para el sustento de la universidad. Se construyó un pozo para aguas blancas, una planta de tratamiento para aguas servidas el cual después se utilizó para implementar el sistema de riego, un pozo séptico y una mejora significativa del sistema eléctrico.
Después de luchar arduamente por conseguir los fondos necesarios para la construcción de la universidad, en el año 2001 se logra terminar el primer edificio. Este Edificio azul como se le conoce, fue el centro de la actividad académica sirviendo como base para las carreras de Comunicación social, Fisioterapia, Psicología, Radiología Médica, Tecnología Médica, Administración Comercial, Contaduría pública, Derecho, Artes mención Diseño Gráfico, Idiomas Modernos e Ingeniería electrónica.
Ese mismo año, se inició el desarrollo del Edificio verde y al año siguiente el Edificio lila en donde se construyó, a su vez, la primera parte del Centro Clínico de la universidad, que cuenta, entre otros elementos, con dos quirófanos totalmente equipados.
Gracias al auge que caracterizó a la universidad originado por su posición innovadora en nuevas carreras, se logró invertir gran parte de los ingresos económicos en la infraestructura surgiendo así, por cada año, una nueva edificación. Al lila, siguió el Edificio esmeralda luego el Edificio naranja y finalmente el Edificio vinotinto, hasta completar la bella infraestructura que hoy se observa.
Luego, en el año 2005, se comienza a adquirir la señal de DAT Televisión (incluyendo la renovación de dos estudios de televisión) y se funda la emisora UAM 95.3 FM, se construye el primer centro clínico, especializado en Fisioterapia, sin dejar de mencionar la implementación de los laboratorios de computación e informática, diseño, mecatrónica, electrónica, citotecnología e histotecnología.
El plan original de la universidad está finalizado en su mayoría, por lo que los esfuerzos se han dedicado a mejorar lo creado, acondicionando un sistema de riego computarizado, un cerco eléctrico, canchas deportivas techadas, pasillos techados, nuevos salones de dibujo para Diseño gráfico y nuevas ferias de comida.
Sus rectores han sido: Ing. Giovanni Nani (2000-2006), Alberto Cadenas (2006-2011), Elsy Pérez (2011-2012) y Carlos Herrera (2012-actualidad)

## Campus universitario
El Campus Universitario Principal de la UAM se encuentra ubicado en el Municipio San Diego en San Diego Estado Carabobo, posee seis edificios principales, la cual poseen nombres de colores como lo son: Edificio Lila, Edificio Verde, Edificio Azul, Edificio Rojo, Edificio Esmeralda y Edificio Naranja, además de otras edificaciones anexas; en estos se encuentran las cinco Facultades, el Área de Postgrado, los Centros Experimentales, el Centro de Extensión, Áreas Directivas, Docentes y Administrativas, Área de Servicios Estudiantiles, Áreas Deportivas y Culturales, Áreas Verdes y Paisajismo, Centro Clínico, Salas de Rehabilitación, Estudios de Radio y Televisión, entre otros. Además posee obras de urbanismo como los acueductos, cloacas y drenajes, subestación, e instalaciones eléctricas de alta y baja tensión, acometida telefónica, cerca perimetral, estacionamiento para 200 vehículos y alumbrado interno. Todos los edificios están equipados con sistema de aire acondicionado integral que garantiza un mínimo nivel de ruido en los ambientes y un sistema de vídeo y comunicación de datos entre diferentes áreas.

## Organización

### Misión
Comunidad académica abierta al pensamiento, orientada a la formación de profesionales en pregrado y postgrado, que buscan el perfeccionamiento en las distintas áreas del quehacer humano, comprometida con la sociedad a la que pertenece, para brindar un servicio social al país y contribuir de forma significativa en el mejoramiento de la calidad de vida del hombre.

### Visión
Ser una Institución de prestigio, líder en estudios de Pregrado y Postgrado, que ofrezca programas de alto nivel, dirigidos a cubrir las necesidades que demande el país y adaptados a los continuos cambios que afectan al mundo global. Buscamos ser pioneros por fomentar el espíritu investigativo y el desarrollo de actividades que estimulen el talento, compromiso y los valores del ser humano en el ámbito personal y profesional.

### Autoridades
| Rector | Nombre                   | Período             |
| ------ | ------------------------ | ------------------- |
| 1.°    | Dr. Giovanni Nani        | 2001-2006           |
| 2.°    | Dr. Alberto Cadena       | 2006-2011           |
| 3.°    | Dra. Elsy Pérez          | 2011-2012           |
| 4.°    | Mcs. Carlos Herrera      | 2012 - ¿?           |
| 5.°    | Dr. Giovanni Nani Lozada | 2022 - en funciones |